# 카복실에스터레이스
카복실에스터레이스(영어: carboxylesterase) (EC 3.1.1.1)는 다음과 같은 화학 반응을 촉매하는 효소이다.
카복실산 에스터 + H2O  ⇄  알코올 + 카복실산염
카복실에스터레이스의 2가지 기질은 카복실산 에스터, H2O이며, 2가지 생성물은 알코올, 카복실산염이다.
카복실에스터레이스는 가수분해효소 부류에 속하며, 특히 카복실산 에스터 결합에 작용한다. 이 그룹의 대부분의 효소는 알파/베타 가수분해효소 접힘이 있는 단백질 슈퍼패밀리에 속하는 세린 가수분해효소이다. 일부 예외는 베타-락타메이스 유사 구조 (PDB 1ci8) 에스터레이스가 포함된다.
카복실에스터레이스는 자연계에 널리 분포되어 있으며, 포유동물의 간에서 흔히 볼 수 있다. 많은 카복실에스터레이스들이 독소나 약물과 같은 생체이물 대사의 첫 번째 단계에 참여한다. 생성된 카복실산염은 용해도를 증가시키기 위해 다른 효소에 의해 결합되고 결국 배설된다.
진화적으로 관련된 단백질의 카복실에스터레이스 패밀리(서로에 대해 서열 상동성이 분명한 것)는 아세틸콜린에스터레이스와 같이 기질 특이성이 다른 다수의 단백질을 포함한다.

## 명명법
카복실에스터레이스의 계통명은 카복실산 에스터 가수분해효소(영어: carboxylic-ester hydrolase)이다.
다음은 일반적으로 사용되는 다른 이름들이다.
- 카복시에스터레이스(영어: carboxyesterase)
- 카복실산 에스터레이스(영어: carboxylic acid esterase)
- 카복실 에스터 가수분해효소(영어: carboxyl ester hydrolase)

## 예
- 아세틸콜린에스터레이스
- 알리-에스터레이스
- B-에스터레이스
- 뷰티르산 에스터레이스
- 뷰티릴 에스터레이스
- 카복실에스터레이스 1
- 카복실에스터레이스 2
- 카복실에스터레이스 3
- 에스터레이스 A
- 에스터레이스 B
- 에스터레이스 D
- 메틸뷰티레이스
- 메틸뷰티르산 에스터레이스
- 모노뷰티레이스
- 프로카인 에스터레이스
- 프로피오닐 에스터레이스
- 트라이아세틴 에스터레이스
- 비타민 A 에스터레이스
- 코카인 에스터레이스

코카인 에스터레이스는 또한 알칼로이드 생합성에 참여합니다.

## 유전자
카복실에스터레이스를 암호화하는 사람의 유전자는 다음과 같다.
- CES1
- CES2
- CES3
- CES4
- CES7
- CES8

포유동물의 5가지 카복실에스터레이스 유전자 패밀리에 대해 승인된 명명법이 확립되었다.

## 같이 보기
- 아릴에스터레이스
- 아세틸에스터레이스

## 더 읽을거리
- Augusteyn RC, de Jersey J, Webb EC, Zerner B (1969). “On the homology of the active-site peptides of liver carboxylesterases”. 《Biochim. Biophys. Acta》 171 (1): 128–37. doi:10.1016/0005-2744(69)90112-0. PMID 4884138.
- Barker DL, Jencks WP (1969). “Pig liver esterase. Physical properties”. 《Biochemistry》 8 (10): 3879–89. doi:10.1021/bi00838a001. PMID 4981346.
- Bertram J, Krisch K (1969). “Hydrolysis of vitamin A acetate by unspecific carboxylesterases from liver and kidney”. 《Eur. J. Biochem.》 11 (1): 122–6. doi:10.1111/j.1432-1033.1969.tb00748.x. PMID 5353595.
- BURCH J (1954). “The purification and properties of horse liver esterase”. 《Biochem. J.》 58 (3): 415–26. doi:10.1042/bj0580415. PMC 1269916. PMID 13208632.
- Horgan DJ, Stoops JK, Webb EC, Zerner B (1969). “Carboxylesterases (EC 3.1.1). A large-scale purification of pig liver carboxylesterase”. 《Biochemistry》 8 (5): 2000–6. doi:10.1021/bi00833a033. PMID 5785220.
- Malhotra OP, Philip G (1966). “Specificity of goat intestinal esterase”. 《Biochem. Z.》 346: 386–402.
- Mentlein R, Schumann M, Heymann E (1984). “Comparative chemical and immunological characterization of five lipolytic enzymes (carboxylesterases) from rat liver microsomes”. 《Arch. Biochem. Biophys.》 234 (2): 612–21. doi:10.1016/0003-9861(84)90311-4. PMID 6208846.
- Runnegar MT, Scott K, Webb EC, Zerner B (1969). “Carboxylesterases (EC 3.1.1). Purification and titration of ox liver carboxylesterase”. 《Biochemistry》 8 (5): 2013–8. doi:10.1021/bi00833a035. PMID 5785222.